# Rosenheim–Mühldorf-vasútvonal
A Rosenheim–Mühldorf-vasútvonal egy normál nyomtávú, 61,7 km hosszú, nem villamosított vasútvonal Rosenheim és Mühldorf között Németországban.

## Forgalom
A vasútvonalon a DB Regio DB 628 sorozatú dízelmotorvonatai közlekednek ütemes menetrend szerint.